# Calotomus carolinus
Calotomus carolinus là một loài cá biển thuộc chi Calotomus trong họ Cá mó. Loài này được mô tả lần đầu tiên vào năm 1840.

## Từ nguyên
Từ định danh của loài được đặt theo tên của nơi mà mẫu định danh được tìm thấy, quần đảo Caroline (hậu tố –inus: "thuộc về").

## Phạm vi phân bố và môi trường sống
C. carolinus có phạm vi phân bố rộng khắp khu vực Ấn Độ Dương - Thái Bình Dương, và trải dài đến Đông Thái Bình Dương. Đây là loài có phạm vi rộng nhất trong chi Calotomus.
C. carolinus được ghi nhận từ bờ biển Nam Oman trải dài theo đường bờ biển Đông Phi (trừ Somalia) đến Nam Phi, bao gồm Madagascar và các đảo quốc trong Ấn Độ Dương, cũng như vùng biển Andaman và Tây Úc; từ vịnh Thái Lan và khu vực Tam giác San Hô, ngược lên phía bắc đến quần đảo Ryukyu và quần đảo Ogasawara (Nhật Bản); giới hạn phía nam đến bờ biển phía đông của Úc; từ các quần đảo, đảo quốc thuộc châu Đại Dương (bao gồm cả quần đảo Hawaii) trải dài về phía đông đến quần đảo Revillagigedo và quần đảo Galápagos. C. carolinus cũng đã được nhìn thấy ở đảo Clipperton và cực nam bán đảo Baja California.
C. carolinus sống gần các rạn san hô viền bờ và rạn san hô trong các đầm phá, thường nững nơi có nền đáy là cỏ biển hay đá vụn; độ sâu tối thiểu được biết đến là 71 m.

## Mô tả
C. carolinus có chiều dài cơ thể tối đa được biết đến là 54 cm. Thân thuôn dài, hình bầu dục. Vây đuôi bo tròn ở cá con, cụt ở cá đang lớn và có hai thùy đuôi dài ở cá trưởng thành.
C. carolinus cái có màu nâu da cam lốm đốm ở thân, chuyển dần thành màu hồng cam ở bụng. Gốc vây ngực sẫm đen; vây đuôi có viền trắng rìa sau. Cá đực trưởng thành có màu lục lam với các vạch màu hồng tím trên vảy; xung quanh mắt có các vệt màu đỏ hồng. Vây lưng, vây đuôi và vây hậu môn có các vệt sọc màu hồng tím.
Số gai vây lưng: 9; Số tia vây ở vây lưng: 10; Số gai vây hậu môn: 3; Số tia vây ở vây hậu môn: 9; Số tia vây ở vây ngực: 13.

## Sinh thái học
Thức ăn của C. carolinus là tảo đáy (như chi Padina) và cỏ biển. C. carolinus là một loài lưỡng tính tiền nữ (cá đực là từ cá cái biến đổi giới tính mà thành).
C. carolinus có thể sống đơn độc hoặc hợp thành từng nhóm nhỏ. Loài này được đánh bắt bằng phương pháp thủ công (như dùng lưới).